# Gjern Sogn
Gjern Sogn var et sogn i Silkeborg Provsti (Århus Stift).
I 1800-tallet var Skannerup Sogn anneks til Gjern Sogn. Begge sogne hørte til Gjern Herred i Skanderborg Amt. Gjern-Skannerup sognekommune blev ved kommunalreformen i 1970 indlemmet i Gjern Kommune, som ved strukturreformen i 2007 indgik i Silkeborg Kommune.
1.	december 2024 indgik sognet i Gjern-Skannerup Sogn
I Gjern Sogn ligger Gjern Kirke.
I sognet findes følgende autoriserede stednavne:
- Ellerup (bebyggelse, ejerlav)
- Ellerup Mark (bebyggelse)
- Gjern (bebyggelse)
- Gjern Bakker (areal)
- Gjern Vejle (bebyggelse)
- Gjern Vestermark (bebyggelse)
- Gjern Østermark (bebyggelse)
- Gjern Å (vandareal)
- Langekol (areal)
- Linded (bebyggelse)
- Nørbæk (vandareal)
- Nårup (bebyggelse, ejerlav)
- Sørkel (bebyggelse)
- Tanggårde (bebyggelse)
- Vejlmose (areal)